# Temporada 1984-85 de los New York Knicks
La temporada 1984-85 fue la trigésimo novena de los New York Knicks en la NBA. La temporada regular acabó con 24 victorias y 58 derrotas, ocupando el décimo puesto de la conferencia, no logrando clasificarse para los playoffs.

## Elecciones en elDraft
| Ronda | Puesto | Jugador           | Posición | Nacionalidad   | Universidad     |
| ----- | ------ | ----------------- | -------- | -------------- | --------------- |
| 4     | 87     | Bob Thornton      | PF/C     | Estados Unidos | UC Irvine       |
| 6     | 133    | Eddie Lee Wilkins | PF/C     | Estados Unidos | Gardner-Webb    |
| 7     | 156    | Ken Bannister     | F/C      | Estados Unidos | St. Augustine's |

## Temporada regular
| División Atlántico   | División Atlántico | División Atlántico | División Atlántico | División Atlántico | División Atlántico | División Atlántico | División Atlántico | División Atlántico |
| Equipo               | G                  | P                  | %                  | PD                 | Casa               | Fuera              | Div                |                    |
| -------------------- | ------------------ | ------------------ | ------------------ | ------------------ | ------------------ | ------------------ | ------------------ | ------------------ |
| y-Boston Celtics     | 63                 | 19                 | .768               | –                  | 35–6               | 28–13              | 19–5               |                    |
| x-Philadelphia 76ers | 58                 | 24                 | .707               | 5                  | 34–7               | 24–17              | 15–9               |                    |
| x-New Jersey Nets    | 42                 | 40                 | .512               | 21                 | 27–14              | 15–26              | 13–11              |                    |
| x-Washington Bullets | 40                 | 42                 | .488               | 23                 | 28–13              | 12–29              | 11–13              |                    |
| New York Knicks      | 24                 | 58                 | .293               | 39                 | 19–22              | 5–36               | 2–22               |                    |

## Estadísticas
| Rk | Jugador           | Edad | P  | PT | MP   | TC   | TCI  | %TC  | T3  | T3I | %T3  | TL  | TLI  | %TL  | RO  | RD  | RT  | AS  | RB  | TAP | BP  | FP  | PTS  |
| -- | ----------------- | ---- | -- | -- | ---- | ---- | ---- | ---- | --- | --- | ---- | --- | ---- | ---- | --- | --- | --- | --- | --- | --- | --- | --- | ---- |
| 1  | Bernard King      | 28   | 55 | 55 | 37.5 | 12.6 | 23.7 | .530 | 0.0 | 0.2 | .100 | 7.7 | 10.0 | .772 | 2.1 | 3.7 | 5.8 | 3.7 | 1.3 | 0.3 | 3.7 | 3.5 | 32.9 |
| 2  | Pat Cummings      | 28   | 63 | 63 | 32.8 | 6.5  | 12.7 | .514 | 0.0 | 0.1 | .000 | 2.8 | 3.6  | .780 | 2.2 | 6.0 | 8.2 | 1.7 | 0.8 | 0.3 | 2.6 | 3.9 | 15.8 |
| 3  | Louis Orr         | 26   | 79 | 31 | 31.0 | 4.7  | 9.7  | .486 | 0.0 | 0.1 | .100 | 3.3 | 4.2  | .784 | 2.2 | 2.8 | 4.9 | 1.7 | 1.3 | 0.3 | 1.7 | 2.5 | 12.7 |
| 4  | Darrell Walker    | 23   | 82 | 66 | 30.4 | 5.2  | 12.1 | .435 | 0.0 | 0.2 | .000 | 3.0 | 4.2  | .700 | 1.6 | 1.8 | 3.4 | 5.0 | 2.0 | 0.3 | 2.5 | 3.0 | 13.5 |
| 5  | Rory Sparrow      | 26   | 79 | 41 | 29.0 | 4.1  | 8.4  | .492 | 0.1 | 0.4 | .226 | 1.5 | 1.8  | .865 | 0.5 | 1.7 | 2.1 | 7.1 | 1.0 | 0.1 | 1.9 | 2.5 | 9.9  |
| 6  | Trent Tucker      | 25   | 77 | 46 | 23.6 | 3.8  | 7.9  | .483 | 0.4 | 0.9 | .403 | 0.5 | 0.6  | .792 | 1.0 | 1.5 | 2.4 | 2.6 | 1.0 | 0.2 | 0.8 | 2.5 | 8.5  |
| 7  | Ken Bannister     | 24   | 75 | 50 | 18.7 | 2.8  | 5.9  | .470 | 0.0 | 0.0 |      | 1.2 | 2.6  | .474 | 1.4 | 3.0 | 4.4 | 0.5 | 0.5 | 0.5 | 1.9 | 3.7 | 6.8  |
| 8  | Butch Carter      | 26   | 69 | 11 | 18.5 | 3.1  | 6.9  | .450 | 0.2 | 0.6 | .256 | 1.6 | 1.9  | .813 | 0.5 | 0.9 | 1.4 | 2.4 | 0.8 | 0.1 | 1.6 | 2.2 | 7.9  |
| 9  | James Bailey      | 27   | 74 | 28 | 17.5 | 2.1  | 4.7  | .447 | 0.0 | 0.0 | .000 | 1.0 | 1.5  | .676 | 1.6 | 3.0 | 4.6 | 0.5 | 0.4 | 0.7 | 1.4 | 3.9 | 5.2  |
| 10 | Truck Robinson    | 33   | 2  | 1  | 17.5 | 1.0  | 2.5  | .400 | 0.0 | 0.0 |      | 0.0 | 1.0  | .000 | 3.0 | 1.5 | 4.5 | 1.5 | 1.0 | 1.5 | 2.5 | 1.5 | 2.0  |
| 11 | Eddie Lee Wilkins | 22   | 54 | 16 | 17.0 | 2.1  | 4.3  | .498 | 0.0 | 0.0 | .000 | 1.2 | 2.3  | .541 | 1.6 | 3.3 | 4.9 | 0.3 | 0.4 | 0.3 | 1.2 | 2.9 | 5.5  |
| 12 | Ernie Grunfeld    | 29   | 69 | 0  | 15.4 | 2.7  | 5.6  | .490 | 0.0 | 0.1 | .250 | 1.1 | 1.5  | .740 | 0.6 | 1.6 | 2.2 | 1.5 | 0.7 | 0.1 | 0.6 | 1.9 | 6.6  |
| 13 | Ron Cavenall      | 25   | 53 | 2  | 12.3 | 0.5  | 1.6  | .326 | 0.0 | 0.0 |      | 0.4 | 0.7  | .564 | 1.0 | 2.1 | 3.1 | 0.4 | 0.2 | 0.8 | 0.8 | 2.3 | 1.5  |

## Galardones y récords
| Jugador      | Galardón                          |
| Bernard King | Mejor quinteto de la NBA All-Star |